# Nocny człowiek (serial telewizyjny)
Nocny człowiek (tytuł oryg. Night Man lub NightMan) – amerykański serial telewizyjny, nadawany pierwotnie w latach 1997–1999, oparty na komiksie Steve'a Engleharta pod tym samym tytułem.
W roli głównej, jako Johnny Domino – saksofonista-superbohater, wystąpił Matt McColm. Akcja serialu miała miejsce w San Francisco.

## Obsada
- Matt McColm – Johnny "Nightman" Domino (42 odcinki, 1997-1999)
- Earl Holliman – Frank Dominus (24 odcinki, 1997-1999)
- Jayne Heitmeyer – Lt. Briony Branca (22 odcinki, 1998-1999)
- Derek Webster – Rollie Jordan #1 (21 odcinków, 1997-1998)
- Derwin Jordan – Rollie Jordan #2 (21 odcinków, 1998-1999)
- Michael Woods – Lt. Charlie Dann (21 odcinków, 1997-1998)
- Felecia M. Bell – Jessica Rodgers (20 odcinków, 1997-1998)
- Kim Coates – Kieran Keyes (6 odcinków, 1998-1999)
- Patrick Macnee – doktor Walton (5 odcinków, 1997-1998)
- Shane Brolly – Chrome (2 odcinki, 1997-1998)
- Alexandra Hedison – Jennifer Parks (2 odcinki, 1997-1998)
- Keegan Connor Tracy – Angel (2 odcinki, 1999)
- Andrew Bryniarski – Gore (2 odcinki, 1998-1999)